# داء العظم العدوائي
داء العظم العدوائي (بالإنجليزية: Infectious bone disease)‏ هو مرض عظمي يرتبط بشكلٍ أساسي مع العدوى، ومن الأمثلة عليه التهاب العظم والنقي.